# Primera batalla de Monastir
|  | No s'ha de confondre amb Segona batalla de Monastir. |

La primera batalla de Monastir va ser una operació militar aliada contra les forces de les Potències Centrals durant la Primera Guerra Mundial, entre el 12 de setembre i l'11 de desembre de 1916, amb la intenció de trencar el punt mort al front macedoni, en forçar la capitulació de Bulgària i alleujar la pressió sobre Romania. L'ofensiva va prendre la forma d'una gran batalla que va durar tres mesos, i va acabar amb la captura de la ciutat de Monastir (actualment Bítola).
En una profunditat mitjana de 50 km, el 1r Exèrcit Búlgar (11è Exèrcit Alemany a partir de finals de setembre) va donar batalla en sis ocasions i es va veure obligat a retirar-se en cinc ocasions.

## Antecedents
L'agost de 1916, Romania va optar per unir-se a la de guerra al costat de la Triple Entesa i va concentrar la major part de les seves forces per a una invasió de Transsilvània, deixant el seu 3r Exèrcit per custodiar la frontera amb Bulgària. Les propostes de Rússia i França per a realitzar un atac conjunt amb l'exèrcit romanès i l'exèrcit dels Aliats de Tessalònica contra Bulgària ja no eren realistes, però els Aliats van organitzar una gran ofensiva al front macedoni per a mitjans d'agost amb la finalitat de donar suport a l'entrada de Romania a la guerra i de destruir tantes forces búlgares com fos possible.
L'alt comandament búlgar va suposar una ofensiva imminent, i els combats al voltant del Dòiran que van esclatar el 9 d'agost van confirmar aquestes sospites. Per la seva banda, els búlgars havien instat una ofensiva en Macedònia des del començament de l'any, i que ara es planejava vagament amb el 1r i 2n Exèrcit Búlgar en els dos flancs aliats. Els alemanys van aprovar el pla i van formar una força que formava part del Grup d'Exèrcits Mackensen.
El 17 d'agost van començar les ofensives de Flórina i Struma. El flanc esquerre, del 2n Exèrcit Búlgar, va trobar poca resistència en el seu camí i va prendre tot el territori grec fins al riu Struma. El flanc dret del 1r Exèrcit Búlgar va capturar Flórina i va continuar avançant malgrat la dura la resistència dels Aliats. L'avanç aviat va arribar a un punt mort, i finalment l'ofensiva va ser suspesa el 27 d'agost i les forces búlgares van rebre ordres de cavar trinxeres. Aquest atac preventiu però, va frustrar els plans del general francès Maurice Sarrail, i el va obligar a posposar la seva pròpia ofensiva.
La necessitat d'un atac aliat contra Bulgària es va fer encara més urgent a principis de setembre de 1916, quan el 3r Exèrcit Búlgar, al comandament del general Stefan Toshev i del mariscal de camp Mackensen, aconsegueix victòries decisives contra els romanesos i els russos en les batalles de Tútrakan i Dòbritx.

## Les forces enfrontades
El setembre del 1916, el Aliats havien reunit una força substancial de 6 divisions d'infanteria sèrbies, 5 britàniques, 4 franceses, 1 italiana, i 1 brigada d'infanteria russa per a les operacions en el front macedoni. La grandària d'aquesta força va arribar a ser d'entre 369.000 i 400.000 homes. La força de batalla es va desplegar en 201 batallons d'infanteria, amb 1.025 peces d'artilleria
Inicialment, les Potències Centrals podien oposar-se a aquestes forces amb el 1r i 2n Exèrcit Búlgar i l' 11è Exèrcit Alemany, un total de 172 batallons d'infanteria i al voltant de 900 peces d'artilleria. A més, també estaven la 10a Divisió d'Infanteria búlgara i les forces que protegien la costa de la mar Egea entre el riu Struma i la frontera amb l'Imperi Otomà (25 batallons d'infanteria, 31 bateries d'artilleria i 24 metralladores).
El general Sarrail va planejar atacar l'ala dreta i el centre del desplegat 1r Exèrcit Búlgar amb les seves forces sèrbies, franceses, russes i italianes, i realitzar atacs puntuals contra la vall del Vàrdar i del Struma amb forces britàniques per a destruir tantes tropes búlgares i alemanyes com fos possible.

## L'ofensiva

### Fase inicial
El 12 de setembre, els Aliats van iniciar la seva ofensiva amb una potent descàrrega d'artilleria durant dos dies i un atac (Batalla de Malka Nidje) del 3r Exèrcit Serbi i l'Exèrcit d'Orient francès contra la 8a Divisió Tundzha d'infanteria búlgara i la brigada de reforç del coronel Tasev. La situació es va deteriorar aviat per als búlgars i el 14 de setembre es van veure obligats a retirar-se cap a Flórina, deixant darrere algunes de les seves peces d'artilleria i abandonant Gornichevo als serbis. El 12 de setembre, els serbis també van començar el seu primer atac a 2.300 metres del pic de Kajmakčalan (Batalla de Kajmakčalan). Els britànic també van ser actius en el front del Struma i van tractar d'ampliar els seus punts de suport en el seu marge dret.

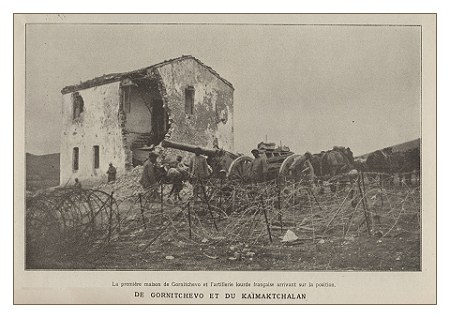
Peça d'artilleria prop de Gornichevo, 1916

El flanc occidental del 1r Exèrcit Búlgar va poder aconseguir mantenir als Aliats en la línia Flórina-Kajmakčalan, però els aliats van continuar els seus atacs i el 23 de setembre, després d'intensos combats, els francesos van entrar a Flórina. Els búlgars encara estaven en Kajmakčalan, on la 1a Brigada d'infanteria de la 3a Divisió d'Infanteria dels Balcans va ser atacada per una força superior de les tropes sèrbies recolzades per artilleria pesant francesa. La lluita va ser molt costosa, tant per als atacants com per als defensors, en una cresta rocosa i nua que no proporcionava cap protecció del foc de les metralladores búlgares o de l'artilleria aliada.
Els revessos de Bulgària van atreure l'atenció de l'alt comandament búlgar i alemany, i aviat es van fer diversos canvis importants en l'estructura de comandament. El 27 de setembre, el general Kliment Boyadzhiev va ser substituït com a comandant del 1r Exèrcit pel general Dimitar Geshov. L'exèrcit es va unir amb l' 11è Exèrcit del general Arnold von Winkler. Això va ser seguit per l'arribada al del general Otto von Below i l'establiment del Grup d'Exèrcits Below. Posteriorment, el 16 d'octubre, es va incloure amb els 11è i 1r Exèrcit.
El 30 de setembre, després de 18 dies d'intensos combats, la Divisió Drina de Sèrbia finalment va capturar Kajmakčalan després de vèncer a l'esgotada 1a Brigada d'Infanteria de la 3a Divisió d'Infanteria dels Balcans, i va aconseguir un gran avanç en la línia defensiva de Bulgària. La pèrdua de la posició i set peces d'artilleria va ser considerada irreversible pel comandament alemany i búlgar a causa de la falta d'una forta reserva d'artilleria. El general Winkler va ordenar a la 8a Divisió Tundzha, a la 1a i 3a Brigada de la 6a Divisió Bdin, i a la 2a Brigada de la 9a Divisió Pleven de retirar-se cap a una nova posició defensiva. La 1a Brigada de la 3a Divisió dels Balcans es va reorganitzar i els seus esgotats 9 batallons es va reduir a 5 batallons i a 4 companyies mixtes amb 7 canons de muntanya i una companyia de pioners.
La nova línia defensiva de Krani va ser ocupada des del llac Prespa, en Krani, per 3 brigades d'infanteria independents (9/2 IB, 2/6 IB i 1/6 IB), des Krani fins a l'est del riu Crna per la 8a Divisió, i des d'allí fins al pic Mala Rupa per la 1/3 Brigada d'Infanteria. Més cap a l'est estaven les forces restants de l' 11è Exèrcit, la resta de la 3a Divisió d'Infanteria dels Balcans. Les posicions es va mantenir sense canvis fins que van ser ocupades el 25 de juliol de 1916.

### Operacions secundàries
Al voltant d'aquell temps, quan es va fer evident que els Aliats estaven retirant les seves tropes del flanc oriental i les anaven concentrant cap a Monastir, el comandant del 2n Exèrcit Búlgar, el general Todorov, va ordenar a la 7a Divisió Rila de prendre posicions per a fer un atac sobre el riu Struma, per tal d'ajudar a les tropes búlgares i alemanyes a fer pressió a l'oest del riu Vàrdar. No obstant això, l'alt comandament de Bulgària es va negar a donar permís per a l'atac. Aquesta vacil·lació va permetre als britànics a consolidar les seves posicions en la riba esquerra del Struma, al voltant del poble de Karacaköy el 30 de setembre.
El 3 d'octubre, la 10th (Irish) Division britànica va atacar les posicions búlgares del poble de Yenikoy, que estaven defensades pel 13è Regiment de la 7a Divisió Rila. La batalla va durar tot el dia i els búlgars, reforçats pels 14è Regiment de Macedònia i 17è Regiment d'Artilleria, van recuperar dues vegades el poble després d'una lluita ferotge amb baioneta. Durant la nit, després d'un tercer i últim atac, el poble va ser ocupat per la 10th (Irish) Division. Els dos bàndols van patir les mateixes baixes. Després de la batalla, el 13è Regiment búlgar es va reorganitzar en tres batallons en comptes dels quatre batallons habituals.
Després del 4 d'octubre, els búlgars van posar posicions en els punts alts properes a l'est, mentre que el flanc dret de la 7a Divisió Rila va romandre a la vall per a protegir el pas de Rupel. Des d'aquest punt en endavant no hi ha grans operacions es van dur a terme en el front del Struma fins al final de l'ofensiva.

### Preludi de la batalla decisiva

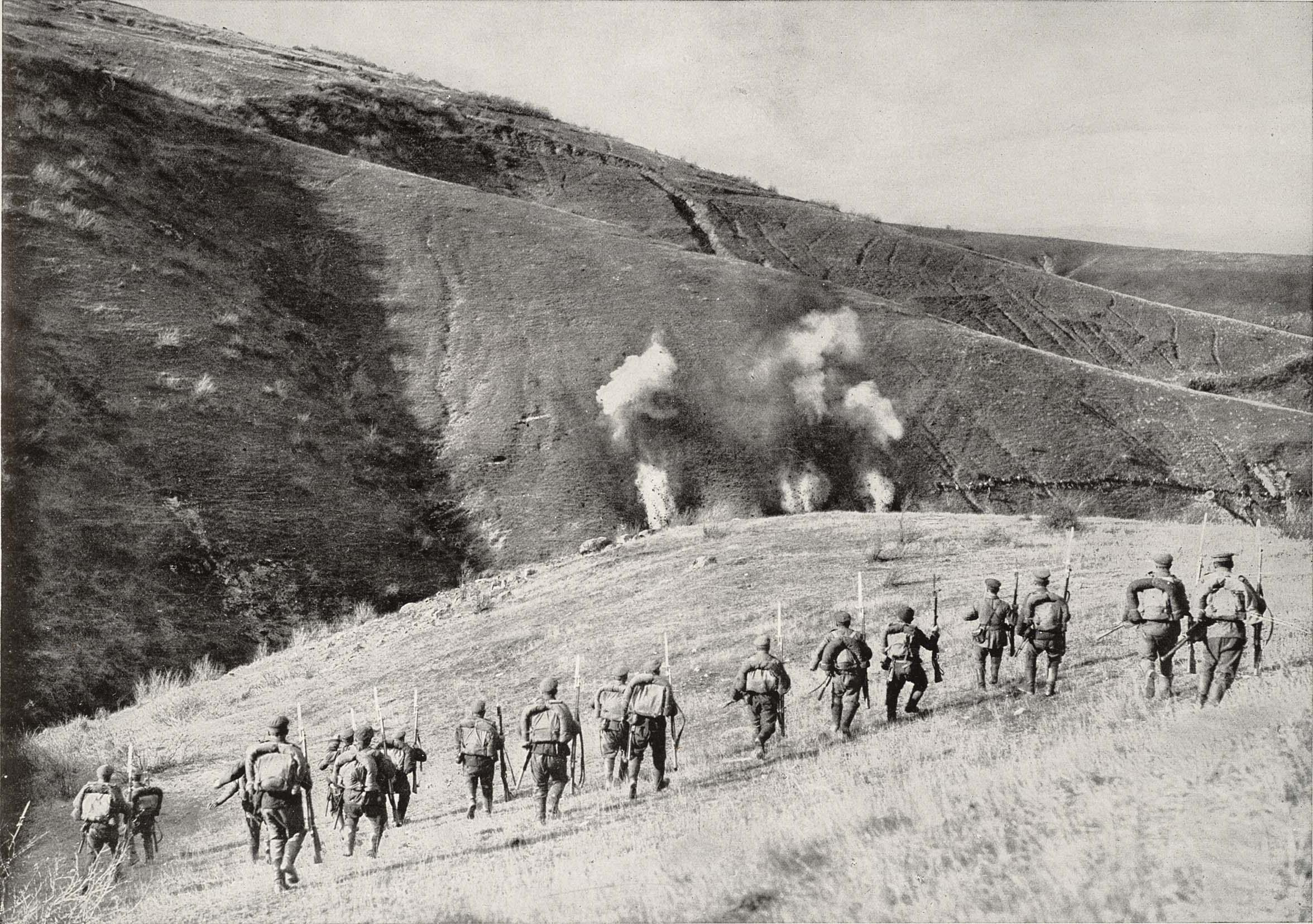
Atac de la infanteria búlgara en la zona de Monastir

El problema més important per als búlgars era que el seu exèrcit i els recursos es van estirar fins als límits des de Dobrudja fins a Macedònia i Albània.
En aquesta situació difícil, l'alt comandament de Bulgària va demanar ajuda al seu aliat alemany. Els alemanys tenien pocs reforços per a oferir perquè en l'ofensiva Brussílov van patir moltes baixes i la batalla del Somme encara estava en el seu apogeu. Es van dirigir cap a l'Imperi Otomà i van convèncer a Enver Pasha perquè enviés els 11.979 homes de la 50a Divisió de Macedònia. A l'octubre, aquesta força va prendre posicions en el Struma i un mes després es van unir els 12.609 homes de la 46a Divisió otomana. Les dues divisions van formar el XX Cos i va romandre a la regió fins al maig de 1917, quan van ser cridats per anar a Mesopotàmia. Això va alliberar algunes forces búlgares que ara podien ser dirigides a reforçar l' 11è Exèrcit. Com a reforç del Destacament Rumeli otomà (177è Regiment) de 3.598 homes, també es van unir les forces del general Winkler.
El 30 de setembre, el general francès Joffre va informar al general Sarrail de la imminent gran ofensiva de les forces romaneses i russes, sota el comandament del general Averescu, contra el 3r Exèrcit búlgar de Dobroudja, esperant poder creuar el Danubi entre Russe i Tútrakan. El comandant de l'Exèrcit Aliat de l'Est pretendrà utilitzar aquesta coordinació amb una renovada empenta contra la línia de Krani de l'11è Exèrcit i deixar finalment Bulgària fora de la guerra.
El 4 d'octubre, els Aliats van atacar amb els francesos i els russos en la direcció de Monastir-Krani, amb el 1r i 3r Exèrcit Serbi al llarg de la línia Krani-riu Crna, i amb el 2n Exèrcit Serbi en contra de la 3a Divisió dels Balcans, en la direcció de Dobro Pole. Els aliats tenien 103 batallons i 80 bateries d'artilleria contra els 65 batallons i 57 bateries de les Potències Centrals de la zona.

### Caiguda de Monastir i fi de l'ofensiva

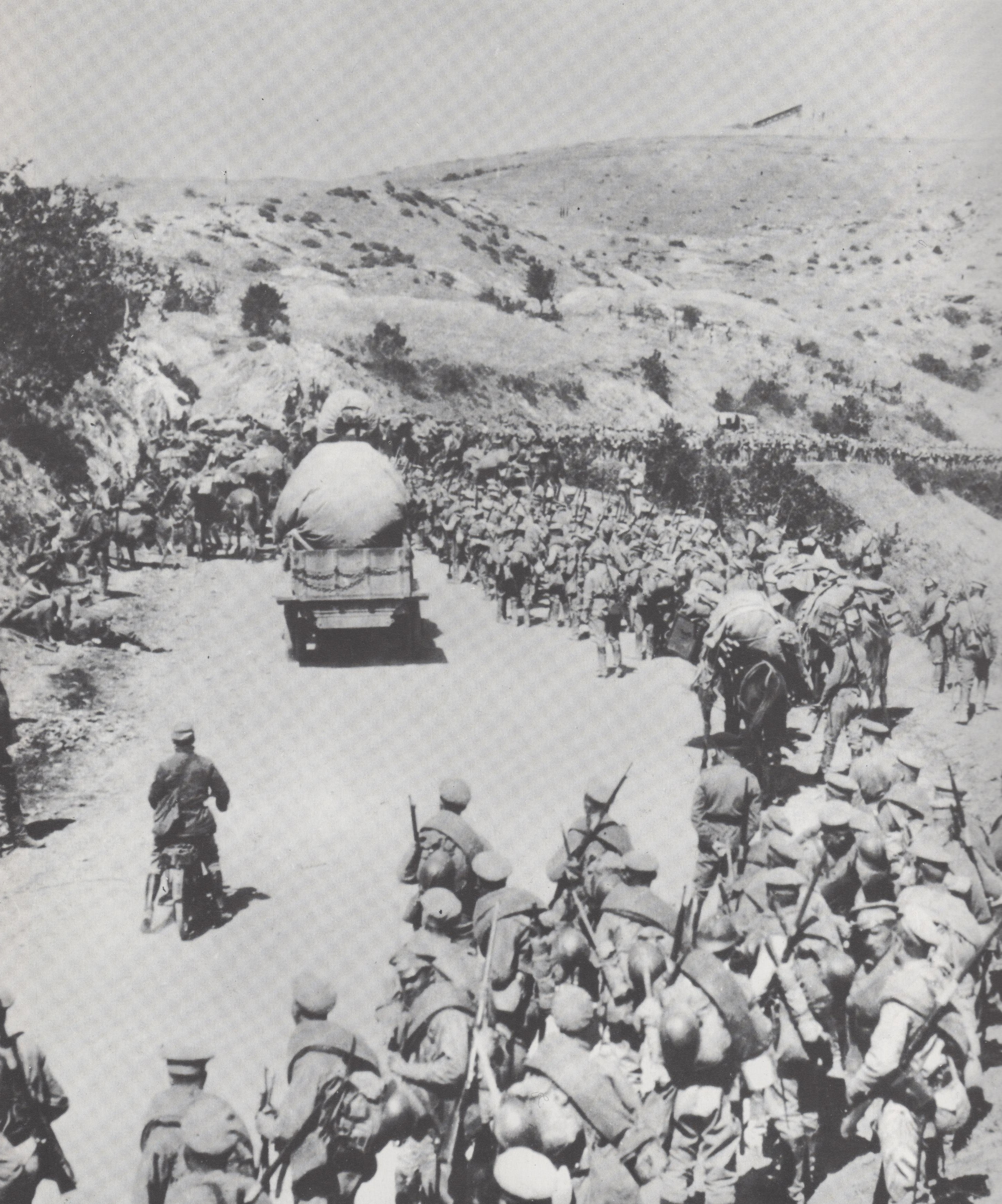
Brigada del general rus Dieterichs en la marxa cap a Macedònia

Els serbis van iniciar la primera batalla del riu Crna per a intentant fer un forat en la seva riba nord. Inicialment el seu progrés va ser lent i, més a l'oest, els atacs inicials dels francesos i russos van ser rebutjats.
Durant les següents setmanes, la batalla es va desenvolupar en una sèrie d'atacs i contraatacs en què els Aliats estaven guanyant terreny a poc a poc a causa de la seva superioritat d'artilleria. Els comandants búlgars i alemanys també van tractar d'estabilitzar la situació reforçant l'11è Exèrcit amb tropes transferides des del 1r i fins i tot des del 2n Exèrcit.
Durant la durada de la batalla del Crna, van participar activament en els combats uns 14 regiments d'infanteria búlgars i 4 regiments d'infanteria alemanys. A finals d'octubre, els francesos i els russos van aconseguir un gran avanç entorn de Krani, però aviat van ser detinguts pels búlgars i alemanys. La divisió italiana també va ser portada al front i va donar suport als atacs al voltant de Monastir.
Per aquesta vegada, el general Below va decidir abandonar Monastir i el 18 de novembre, mentre que encara estaven en marxa els intensos combats, el general d'infanteria Winckler va ordenar a l'11è Exèrcit a retirar-se cap a noves posicions al nord de Monastir. El comandant en cap de Bulgària, el general Nikola Zhekov, va protestar aquesta decisió, però al final no va poder aturar la seva execució.
El 19 de novembre, els soldats francesos i russos van entrar a la ciutat. Els búlgars va establir una nova posició en la línia defensiva Chervena Stena - cota 1248 - cota 1050 - Makovo - Gradešnica. Gairebé immediatament va ser atacada, però aquesta vegada la nova posició es va mantenir ferma a causa que els Aliats estaven esgotats després d'haver assolit els límits de la seva capacitat logística. Així van ser vençuts tots els intents francesos i serbis en la línia d'avanç, i amb l'arribada de l'hivern el front es va estabilitzar al llarg de tota la seva longitud.
El 11 de desembre, el general Joffre va cancel·lar l'ofensiva.

## Conseqüències
Durant la durada de l'ofensiva, els Aliats van patir al voltant de 50.000 baixes en combats, la major part d'ells eren serbis. A més, uns 80.000 soldats Aliats van morir o van haver de ser evacuats a causa de malalties. Això va portar el total de baixes fins a un màxim de 130.000 homes, o la tercera part de totes les forces de la Triple Entesa en el teatre d'operacions. El front es va moure només uns 50 km a una preu molt alt, i el final de l'ofensiva no va impedir la derrota de Romania ni va fer sortir Bulgària de la guerra.
Les baixes búlgares i alemanyes van sumar al voltant de 61.000 homes. Malgrat que van haver d'abandonar Monastir, les noves posicions a pocs quilòmetres al nord van proporcionar excel·lents condicions per a la defensa i seguretat de la dominació de l'artilleria de Bulgària sobre la ciutat. Allí, la línia va romandre intacta fins al final de la guerra en Macedònia, quan les forces d'ocupació van haver de retirar-se a causa del gran avanç en Dobro Pole.
Però l'ofensiva també va proporcionar certa satisfacció quan les tropes sèrbies van ser capaces de retornar la frontera al seu país. Els búlgars i alemanys també estaven satisfets per igual amb la seva resistència a la superioritat numèrica de la Triple Entesa. El general Nikola Zhekov va descriure la batalla del riu Crna com a «llegendària» pel que fa a la tenacitat de la defensa búlgara «duta a terme sense tenir en compte les baixes».